# Manoscritto Gruuthuse

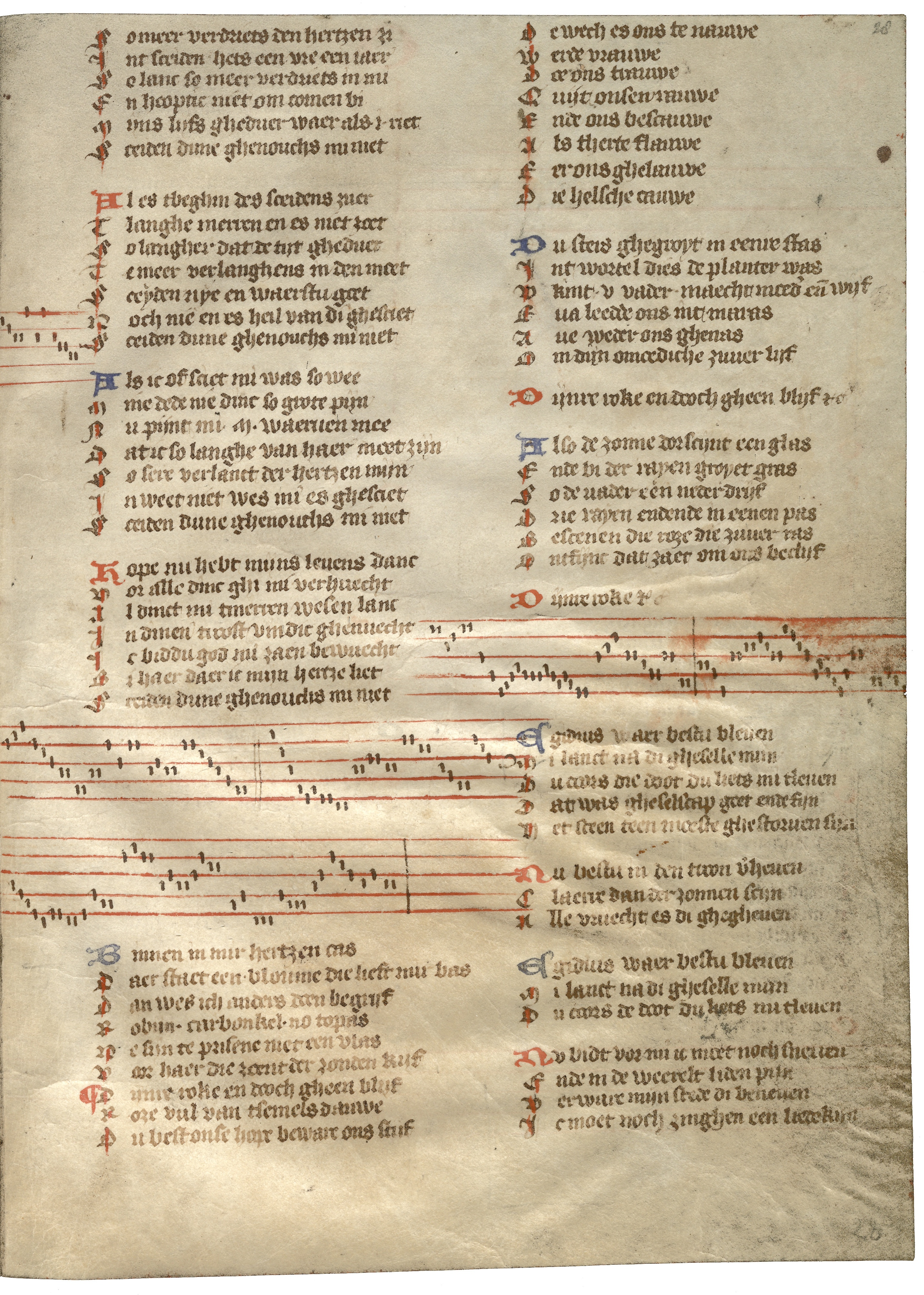
Pagina 28r del manoscritto Gruuthuuse

Il manoscritto Gruuthuse venne compilato in epoca medievale e il suo nucleo più antico è datato intorno al 1395, mentre i più recenti contributi, incompleti, risalgono al 1408 circa. Il manoscritto è l'unica fonte conosciuta per un gran numero di testi in lingua olandese media.

## Descrizione
Il manoscritto Gruuthuse è costituito da 147 canzoni accompagnate da una notazione musicale semplificata per una voce, 18 poemi e 7 preghiere messe in rima. Comprende le famose canzoni Egidius e Kerelslied. Lo Huygens Institute for the History of the Netherlands (Huygens ING) de L'Aia sta stampando il manoscritto, mentre la Dutch Royal Library ha messo un facsimile digitalizzato sul suo sito web nel 2007. In collaborazione con la Huygens ING la Biblioteca dell'Aia offre anche una trascrizione di tutti i testi sul sito web, con un commento sul contenuto e alcuni file audio.
Il 14 febbraio 2007, il manoscritto venne acquistato dalla Dutch Royal Library de L'Aia. In precedenza, era di proprietà della famiglia Van Caloen di Koolkerke nei pressi di Bruges e conservato nel loro castello Ten Berghe. Attraverso l'acquisto da parte della Royal Library olandese, il manoscritto è diventato di proprietà pubblica. Ora è uno dei vertici della collezione della Royal Library olandese ed è spesso esposto. La Royal Library olandese lo ha introdotto nel suo nuovo sito web il 1º marzo 2007, dove il manoscritto è interamente riprodotto.

## Conseguenze politiche
Mercoledì 28 febbraio 2007, il partito politico fiammingo Vlaams Belang ha interrogato il ministro della cultura fiammingo Bert Anciaux nel Parlamento fiammingo sulla vendita del manoscritto, parte del patrimonio culturale delle Fiandre. Il ministro ha chiarito che il manoscritto non era conservato in Belgio. Poiché il partito Vlaams Belang è un sostenitore dell'indipendenza fiamminga, si è rammaricato della vendita.

## Gruuthuse
Dopo che era stato scoperto intorno al 1840, il manoscritto era noto come manoscritto di Oudvlaemsche liederen en gedichten (vecchie canzoni e poesie fiamminghe). Nel corso del XX secolo, prese il nome dal suo primo proprietario conosciuto, Louis de Gruuthuse (circa 1422-1492), il cui stemma è dipinto nei margini inferiori della prima pagina scritta. Il patrizio e diplomatico Louis de Gruuthuse era un importante collezionista di manoscritti. Per lo più, raccolse lavori contemporanei di manoscritti miniati e non, e libri francesi. Il vecchio manoscritto di Gruuthuse non contiene testi francesi né è miniato. Tuttavia, deve essere stato un pezzo importante della sua collezione. Fu solo nel XVII o XVIII secolo che qualcuno aggiunse anonimamente il suo nome, il suo stemma e il suo motto ("Plus est en Vous") e una serie di commenti sulla sua appartenenza all'Ordine del Toson d'oro. Come il manoscritto fosse entrato in possesso della famiglia de Croeser in tempi successivi, e come da questa fosse passato alla famiglia van Caloen è ancora una domanda senza risposta.

## Edizione
- Het Gruuthuse-handschrift (Hs. Den Haag, Koninklijke Bibliotheek, 79 K 10), Ingeleid en kritisch uitgegeven door Herman Brinkman; met een uitgave van de melodieën door Ike de Loos (†), 869+488 blz. in 2 volumes, illustrated (colour), ISBN 978-90-8704-463-3, Uitgeverij Verloren, Hilversum, 2015